# Maria Jonas (Politikerin)
Maria Jonas (* 1. Februar 1940 in Wien; † 25. September 2018) war eine österreichische Feministin.

## Leben
Maria Jonas entstammte aus einer aus Böhmen eingewanderten jüdischen Familie. Ihren  Vater hatte sie nie kennengelernt, da er vor ihrer Geburt durch die Nazis ermordet wurde. Ihre Mutter versteckte sie kurz nach ihrer Geburt auf dem Land bei Zieheltern. Bis zu ihrem 5. Lebensjahr verbrachte sie ohne Liebe bei dieser Familie. Ihre Mutter verstarb als sie 14. Jahre alt war. Sie besuchte die Volks- und Mittelschule in Wien, die sie 1958 mit der Matura abschloss. Nach einem nicht-abgeschlossenen Sprachenstudium an der Wiener Universität war sie als Sekretärin, später in politischer Funktion tätig.
Sie war von 1963 bis 1967 Angestellte im Internationalen Sekretariat der SPÖ. Anschließend arbeitete sie bis 1969 als Journalistin und Kulturkritikerin bei einer Wiener Tageszeitung. Danach war sie bis 1971 Sekretärin im Büro der Sozialistischen Frauen-Internationale in London und danach bis 1976 als Persönliche Referentin in der Privatindustrie in Wien tätig. Von 1976 bis 1985 war sie im Internationalen Sekretariat der SPÖ tätig. Ihre Parteimitarbeit bezog sich auf die Bereiche Frauenpolitik, Gastarbeiter und politische Flüchtlinge. Von November 1985 bis Juni 1986 war sie Geschäftsführende Generalsekretärin der Sozialistischen Frauen-Internationale (SFI). 1986 wurde sie zur Generalsekretärin gewählt und 1989 und 1992 wiedergewählt. Aus dieser Position schied sie 1995 aus. Seit 1. Februar 2000 war sie in Pension.
Von Juli 1996 bis Juni 1999 war sie gewähltes Vorstandsmitglied des UNO-Frauenforschungs- und Trainingsinstituts (INSTRAW) und nahm als Expertin in der österreichischen Delegation zu Sessionen der UN Frauen-Status-Kommission 1997, 1998, 1999 und 2000 teil.
Sie war Mitinitiatorin des Frauenvolksbegehrens und Mitglied des UnabhängigenFrauenForums. Jonas war Mitbegründerin des ersten Frauenhauses in Wien.
Von April 1999 bis November 2003 war sie gewählte Vorsitzende des Vienna NGO Committee on the Status of Women. Als solche vertrat sie das Komitee im Jahr 2000 im Peking+5 Prozess.
Jonas starb am 25. September 2018 im Alter von 78 Jahren. Sie überließ ihren Körper dem Anatomischen Institut der Universität Wien zu wissenschaftlichen Zwecken. Den Toten, die ihren Körper in dieser Form gewidmet haben, sind Gedenkstätten im Wiener Zentralfriedhof gewidmet (hier: Neue Anatomiegräber, Gruppe 26).

## Ehrungen
- 1993: „Feminist of the Year“, verliehen von der Feminist Majority Foundation, Washington, USA.[10]
- 2004: Hertha Firnberg Auszeichnung, verliehen von den SPÖ-Frauen.
- 2010: Goldenes Ehrenzeichen für Verdienste um die Republik Österreich[11]
- 2020: An ihrem langjährigen Wohnort, dem Gemeindebau in der Turnergasse 23 in Rudolfsheim-Fünfhaus wurde eine Gedenktafel an Maria Jonas angebracht[1]